# Paul Tobias
Paul Tobias, noto anche con lo pseudonimo di Paul Huge (Indianapolis, 6 febbraio 1963), è un chitarrista statunitense, famoso per aver suonato con i Guns N' Roses dal 1994 al 2002.

## Biografia
Amico di lunga data del cantante dei Guns N' Roses Axl Rose, cominciò a collaborare con lui prima di Appetite for Destruction, più precisamente per la stesura del brano Back Off Bitch, incluso successivamente in Use Your Illusion I. Nel 1994 incise con il gruppo una reinterpretazione di Sympathy for the Devil dei The Rolling Stones, suonando la chitarra ritmica.
Nel 1995 tornò a scrivere nuovi brani con Rose, quando il gruppo stava cercando idee per un nuovo album. Mentre gli ex-componenti Slash e Matt Sorum hanno pubblicamente sostenuto che il coinvolgimento di Tobias li ha ulteriormente indotti a lasciare i Guns N' Roses (Slash definì Tobias «il chitarrista più insipido che abbia mai conosciuto»), lo stesso non ha ufficialmente risposto a queste accuse. Da allora Tobias iniziò a lavorare a tempo pieno con i Guns, registrando canzoni nuove insieme agli attuali membri del gruppo, tra cui Dizzy Reed e Robin Finck.
Nel gennaio del 2001, quando i Guns N' Roses hanno suonato all'House of Blues di Las Vegas e al Rock in Rio III, Axl Rose presentò Tobias sul palco dicendo che senza il suo aiuto non ci sarebbero più stati i Guns N' Roses. La band suonò l'ultima volta con Tobias nel dicembre del 2001, di nuovo a Las Vegas. Nell'estate del 2002 fu sostituito da Richard Fortus, perché Tobias non era più a suo agio nel partecipare ad altri tour mondiali.
Attualmente Paul Tobias è chitarrista dei mank Rage, che già nel 2002 avevano espresso l'intenzione di pubblicare un nuovo album.
Nel gennaio del 2004 girò la voce che Tobias volesse fondare un supergruppo, insieme a Chris Robinson (The Black Crowes), Dean DeLeo ed Eric Kretz (Stone Temple Pilots).
Nel luglio del 2006 è stata aperta su Myspace una lista di tre demo, tutti dei mank Rage e in parte scritti da Paul già prima della sua esperienza con i Guns N' Roses.